# Jacob Abbott
Jacob Abbott (Hallowell, Maine, 14 de noviembre de 1803 - Farmington, Maine, 31 de octubre de 1879) fue un escritor estadounidense de libros infantiles.
Abbott nació en Hallowell, Maine. Su padres fueron Jacob y Betsey Abbott. Asistió a la Academia Hallowell, luego se graduó de la Universidad de Bowdoin en 1820. Estudió en el Seminario Teológico de Andover de 1821, 1822 y 1824. Trabajó como tutor de 1824 a 1825 y después como profesor de matemáticas y filosofía natural en el Colegio Amherst hasta 1829. Obtuvo una licencia para predicar por parte de la Asociación Hampshire en 1826; fundó la Mount Vernon School for Young Ladies en Boston en 1829 y fue su director de 1829 a 1833. Fue pastor de la Eliot Congregational Church (que él fundó), en Roxbury, Massachusetts en los años de 1834 y 1835. Fundó junto con sus hermanos el Instituto Abbott, del cual fue director de 1845 a 1848, cargo que ocupó más adelante de nuevo en la Vernon School for Boys en la ciudad de Nueva York.
Fue un autor prolífico. Escribió ficción juvenil, historias breves, biografías, libros religiosos para el lector general y algunos trabajos de divulgación científica. Murió en Farmington, Maine, donde pasó gran parte de su tiempo después de 1839 y donde su hermano fundó la Escuela Abbott.
Sus libros sobre Rollo, como Rollo at Work, Rollo at Play, Rollo in Europe, etc., se encuentran entre sus trabajos más conocidos, teniendo como personajes principales a un niño y sus amigos. En ellos, Abbott hizo para una o dos generaciones de jóvenes estadounidenses algo similar a lo que hicieron antes en Europa y América autores como Thomas Day (Evening at Home, The History of Sandford and Merton) y Maria Edgeworth (The Parent's Assistant). A manera de continuación a sus libros sobre Rollo, escribió sobre Uncle George, utilizándolo para enseñar a los jóvenes lectores sobre ética, geografía, historia y ciencias. También escribió 22 volúmenes de historias biográficas y un conjunto de 10 volúmenes titulado Franconia Stories.

## Obras
- Cleopatra (1903)
- History of Julius Caesar
- History of King Charles II of England
- Jonas on a Farm in Winter
- Marco Pauls Voyages and Travels - Vermont
- Mary Erskine